# Hi Fly Malta
Hi Fly Malta è una compagnia aerea charter maltese con sede all'aeroporto Internazionale di Malta e una sussidiaria della compagnia aerea charter portoghese Hi Fly.

## Storia
Hi Fly Malta ha iniziato le operazioni all'inizio del 2013 con un Airbus A340-600 precedentemente operato da Virgin Atlantic, con un altro di seconda mano in ordine. La compagnia aerea aveva anche richiesto un certificato di operatore aereo e prevedeva di iniziare le operazioni di linea verso destinazioni in Nord America. Nel corso del 2015, tutti gli aerei della compagnia erano stati immagazzinati e nel maggio 2015 gli A340-600 sono stati venduti ad Al Naser Airlines, una compagnia di copertura di Mahan Air.
Hi Fly Malta è stata riattivata a settembre con la re-immatricolazione di un Airbus A340-300 della società madre portoghese nel registro delle imprese maltese e un secondo A340-300 è stato aggiunto all'inizio del 2016. Diversi ex A340-300 di Emirates sono stati aggiunti nel 2017.
Nell'estate del 2018, Hi Fly è stata la prima compagnia aerea ad ordinare Airbus A380 di seconda mano, effettuando un ordine per due aeromobili. Il 19 luglio 2018, il primo esemplare, registrato 9H-MIP, è arrivato al Farnborough Airshow, portando la livrea Save the Coral Reefs. L'A380 di Hi-Fly è stato noleggiato per breve termine dalla Norwegian Long Haul nell'agosto 2018, che ha operato con l'aereo a seguito di problemi ai motori della flotta di Dreamliner. Norwegian ha noleggiato nuovamente l'A380 alla fine del 2018 per aiutare a far fronte all'arretrato di passeggeri a seguito dell'incidente del drone dell'aeroporto di Gatwick. Nel luglio 2020, in seguito alla flessione del traffico aereo passeggeri derivante dalla pandemia di COVID-19, l'A380 è stato riconfigurato per essere utilizzato per il trasporti merci, con la maggior parte dei suoi posti rimossi. Nel novembre 2020, la società ha annunciato che l'A380 sarebbe stato ritirato alla fine del suo periodo di noleggio di tre anni. Il 17 dicembre 2020, l'A380 ha effettuato il suo ultimo volo per Tolosa.

## Destinazioni
Hi Fly Malta non ha destinazioni programmate. Si è specializzata in leasing di aeromobili in tutto il mondo e servizi ACMI su contratti a medio-lungo termine per compagnie aeree, tour operator, governi, società e privati.

## Flotta

### Flotta attuale

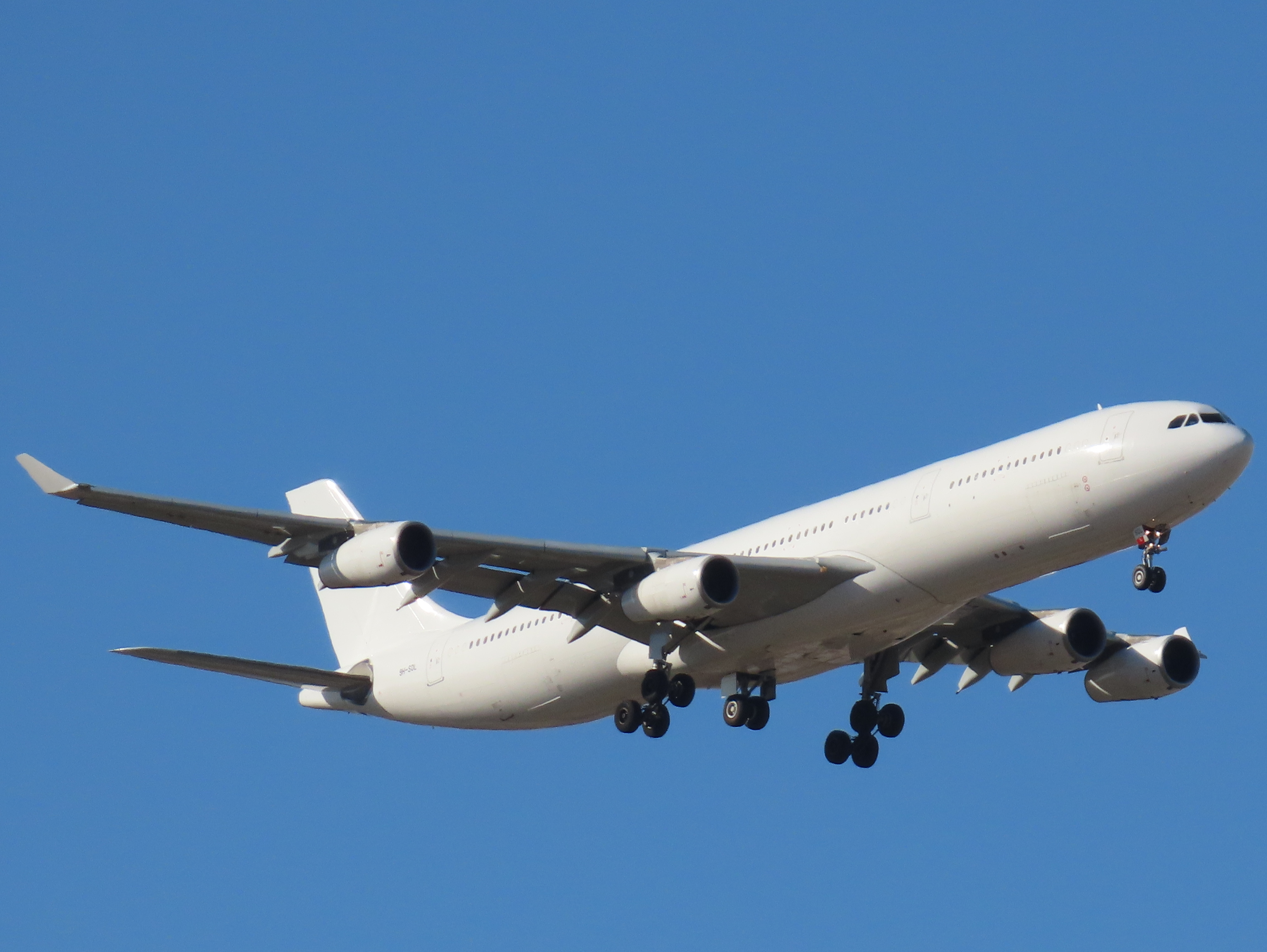
Un Airbus A340-300.

A febbraio 2024 la flotta di Hi Fly Malta è così composta:

### Flotta storica

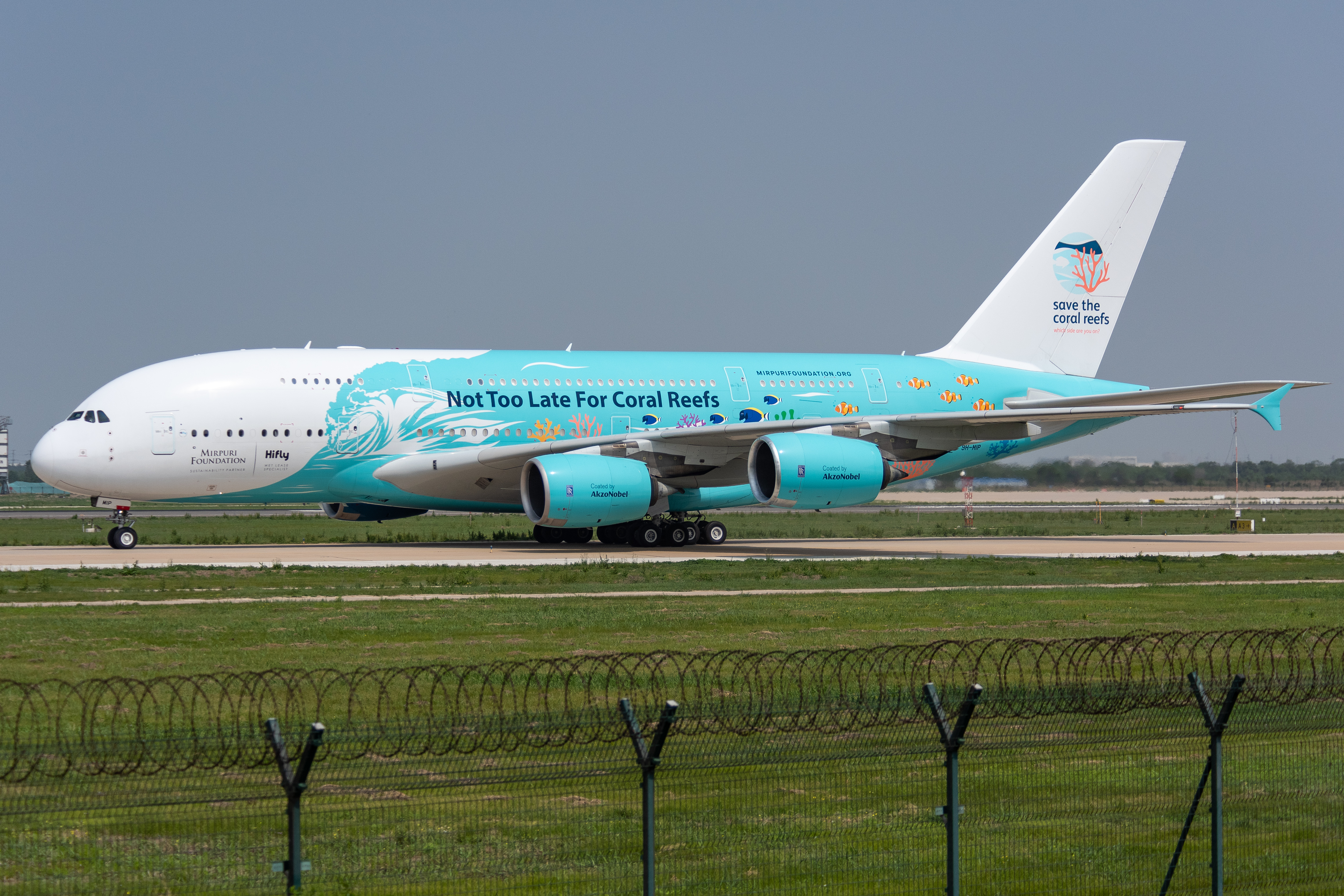
L'ex Airbus A380-800.

Hi Fly Malta operava in precedenza con i seguenti aeromobili: